# 이대성 (태권도인)
이대성(李大成, 1958년~)은 미국의 태권도 7단 이자, 태권도 선수이며, 코치로 활동했다. 1992년 미국 하계 올림픽에는 미국의 태권도 코치를 역임했다.
2009년 2월 24일, 하와이 태권도의 오랜 공헌자로서 하와이 스포츠 명예의 전당에 헌액되었다.

## 같이 보기
- 한국계 미국인 목록